# 霧雨魔理沙
雾雨魔理沙（日语：／ Kirisame Marisa）是日本同人游戏社团上海爱丽丝幻乐团所制作的弹幕射击游戏（STG）《东方Project》中的第二主角。

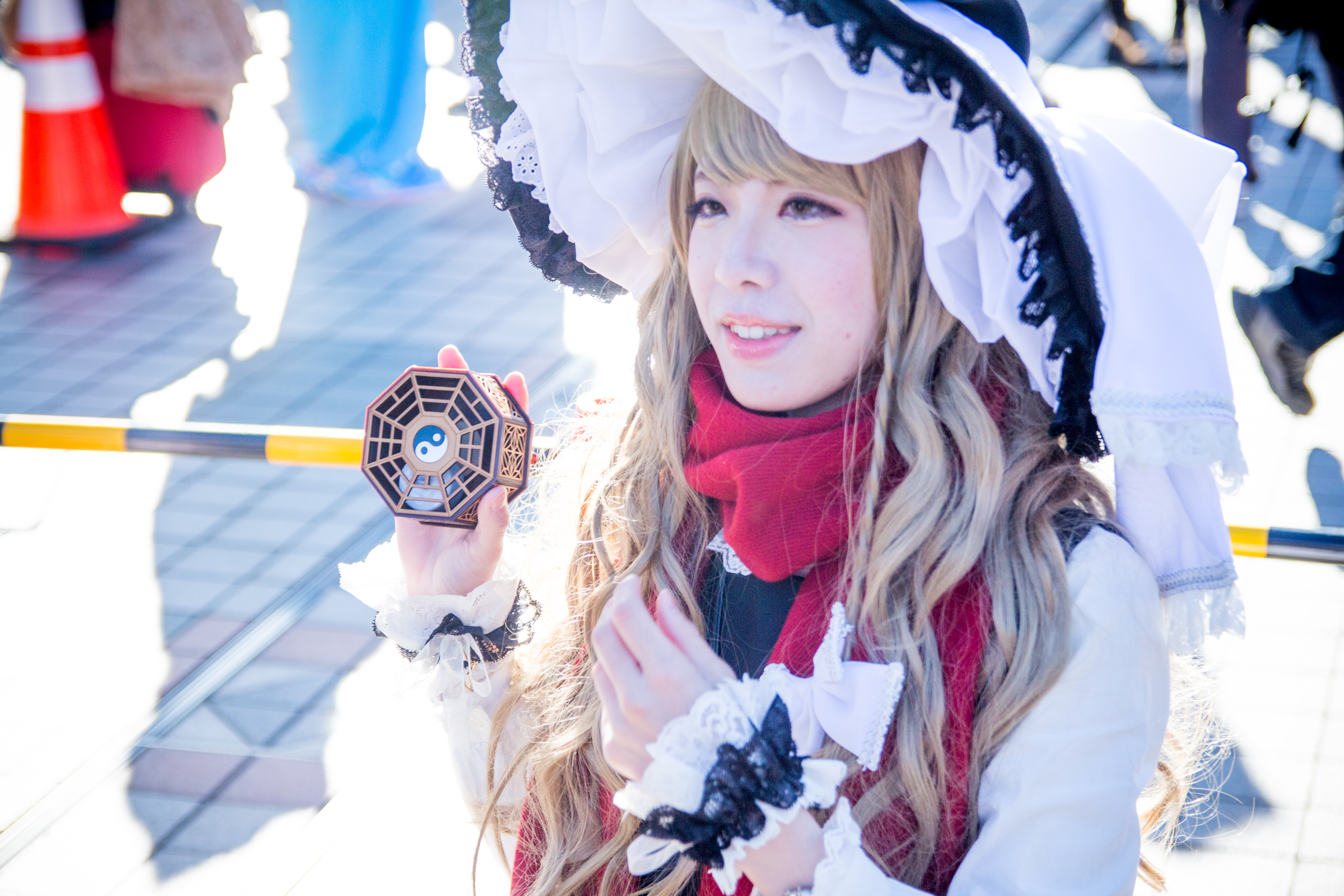
对雾雨魔理沙的角色扮演

## Windows版作品設定

### 人物
雾雨魔理沙是獨自居住于魔法森林中修行的人类魔法使，喜欢蒐集各種东西。不服輸的她努力追赶著天資卓越的博丽灵梦。常與靈夢進行妖怪退治的競爭，虽然在退治妖怪方面十分勇敢，但是经常会惹麻烦，与博丽灵梦多数时间是友好的，常常與靈夢一起解決異變。
會使用魔法森林的蘑菇調製火藥，所使用的魔法幾乎只有把東西破壞的效果，而且燃料需要長時間準備，但是其效果非常強力，在符卡規則成立下，單純論破壞力的話在人類之中是非常強大的。本人認為彈幕最重要的就是火力。
經營著「霧雨魔法店」，那兒既是她工作的場所也是她的家。店内凌乱不堪，放置著魔理沙收集來的各種稀奇古怪的道具。這家店类似于万事屋，可以委托多种内容，包括赌博预言、异变解决、妖怪退治、宝物探索等，不过魔理沙经常外出找不到人。
性格雖然有些彆扭，也不過是稍稍跑偏一點而已，內在比任何人都率直，對誰都是心無城府。有著不服輸的性格，也有心術不良的地方，但本性卻很正直。好奇心旺盛，會因此而查探任何遇到的問題，不過因此不管到哪裡都容易惹上麻煩。愛戲弄人，很難要她理解對方，但和她一起會很有意思，讓人心情愉快。
此外，在幻想鄉是出了名的小偷，紅魔館的大图书馆、香霖堂都常遭到魔理沙的「光顧」，如果不是古明地觉会读心术，甚至连地灵殿都会惨遭毒手。
經常光顧博麗神社，和靈夢一塊閒話家常或討論近期發生的事件，是靈夢的好友。
是人類村落中「霧雨店」店主的独生女，但不知為何原因與自己的家人斷絕了聯繫，即使有事時路過村落也不願去霧雨家一趟。在霧雨家唯一關係最親密的是霧雨家曾經的僱員、道具店香霖堂的店主森近霖之助，魔理沙經常和靈夢到香霖堂玩。
使用的道具有魔法掃帚、迷你八卦爐、自製魔導書等等。雖然魔理沙不需要掃帚也可以飛，但她認為不用掃帚就不像魔女。至於八卦爐是霖之助製作並贈給她的魔法道具，是她最強大的武器，同時也是魔法實驗和料理都不可欠缺的重要寶物。魔導書則記錄著她歷次的魔法實驗結果，無論實驗成功與否，所以本質上只是一本筆記簿而已。

### 容姿
外表看起來是典型的西洋女巫的形象，常騎著掃把飛行。年龄与博丽灵梦相近。
有著波浪式的金色长发，根據作品的不同，長度由及肩至及腰不等。在頭髮的左邊或是右邊通常綁著一條麻花辮。
戴著寬大的黑色三角巫師帽，帽子上有大蝴蝶結裝飾。蝴蝶結的顏色主要為白色，穿着黑色的衣裙和白色围裙。因衣服颜色主要由黑色和白色兩種布料構成，而被暱稱為「黑白」。。穿黑色衣服的原因是不显脏。
在寬大的帽子和裙子裡似乎藏了不少東西，可能是縫有裝東西的口袋。
會隨著天氣的改變增減衣服的厚度，也會穿長袖和短袖衣服，和看上去一年四季都穿著露腋巫女服的靈夢不同。

### 战斗技能
擅長使用光與熱的魔法，彈幕主要是魔炮和星星，符卡名称大多跟星象有关。注重視覺上的華麗和攻擊的火力。

### 別名
| 外文 | 中文                         | 作品 |
| ---- | ---------------------------- | --- |
|      | 東洋的西洋魔術師             | 《紅魔鄉》 |
|      | 普通的黑魔術少女             | 《妖妖夢》、《永夜抄》的自機選擇畫面 |
|      | 普通的黑魔術師               | 《妖妖夢》及《永夜抄》的設定文檔、《儚月抄》（漫畫） |
|      | 普通的魔法使                 | 《妖妖夢》及《永夜抄》的菜單、《萃夢想》、《花映塚》、《風神錄》、《緋想天》、《地靈殿》、《星蓮船》、《非想天則》、《輝針城》、《紺珠傳》、《虹龍洞》、《100彈幕狂黑市》、《求聞史紀》、《三月精V》、《茨歌仙》、《鈴奈庵》 |
|      | 霧雨的魔法使                 | 《緋想天》（劇情對話時之稱,選擇人物時並非此稱） |
|      | 普通的魔法使小姐             | 《DS文花帖》 |
|      | 碰巧路過的的魔法使           | 《妖精大戰爭》 |
|      | 強欲的魔法使                 | 《神靈廟》 |
|      | 代表人類的魔法使             | 《心綺樓》 |
|      | 像個人類的魔法使             | 《輝針城》EX選擇界面 |
|      | 恐怖！學校的魔法使           | 《深秘錄》 |
|      | 火力高强且喜欢星星的魔法使   | 《憑依華》 |
|      | 極寒中顫抖的魔法使           | 《天空璋》 |
|      | 普通至極的魔法使             | 《鬼形獸》 |
|      | 濕地的魔法使                 | 《剛欲異聞》 |
|      | 魔法使                       | 《三月精E》 |
|      | 大膽小心的人類               | 《茨歌仙》 |
|      | 極其普通的魔法師（Magician） | 《鈴奈庵》 |
|      | 森林的魔法偵探               | 《智靈奇傳》 |
|      | 魔法森林的私釀酒             | 《醉蝶華》 |
|      | 灵长类最强的魔法使           | 《獸王園》 |

### 登場
- 除《文花帖》、《DS文花帖》、《妖精大戰爭》、《彈幕天邪鬼》、《秘封噩夢日記》外的所有可用自機
- 《萃夢想》、《花映塚》、《緋想天》、《非想天則》、《心綺樓》、《深秘錄》、《憑依華》、《剛欲異聞》自機、敵機
- 《DS文花帖》、《妖精大戰爭》Ex面BOSS
- 《永夜抄》4面BOSS（B）
- 《彈幕天邪鬼》第七日BOSS
- 《秘封噩夢日記》星期三BOSS、噩夢週六BOSS
- 《求聞史紀》、《香霖堂》、《紫香花》、《儚月抄》（全）、《三月精》（全）、《茨歌仙》、《鈴奈庵》、《智靈奇傳》、《醉蝶華》

### 主題曲
| 外文 | 中文                     | 作品                               |
| ---- | ------------------------ | ---------------------------------- |
|      | 戀色Magic                | 《萃夢想》、《非想天則》           |
|      | 魔女們的舞會             | 《萃夢想》                         |
|      | 戀色Master Spark         | 《永夜抄》、《深秘錄》、《憑依華》 |
|      | Oriental Dark Flight     | 《花映塚》                         |
|      | 星之器 ～ Casket of Star | 《緋想天》、《非想天則》           |
|      | Magus Night              | 《妖精大戰爭》、《心綺樓》         |
|      | 魔獸緊急升空             | 《獸王園》                         |

## PC-98版（即舊作）作品設定
平时携带一把扫帚并在飞行时骑乘，但其实作为魔法使的她不用借助扫帚也能够飞行，只是由于她个人认为“不带扫帚就不像个魔法使”。自《封魔录》后，经常去博丽神社找灵梦。起初以“魔梨沙”之名在《封魔录》作为魅魔的支援出现，称魅魔为“（魅魔大人）”，但之后就以“魔理沙”之名出现在以后作品和官方设置文件中。所以“魔梨沙”应该为“魔理沙”的误字。外貌即使在PC-98平台的各作間也有较大的差异，《封魔录》为红色头发、紫色魔女服装，《梦时空》则改为金色头发，《怪绮谈》则改为黑色魔女服，在Windows平台，其服装更像女仆装。

### 特殊能力
使用魔法的能力。

### 登場
- 《封魔錄》4面BOSS
- 《夢時空》、《幻想乡》、《怪綺談》自机
- 《幻想鄉》4面BOSS（自機為靈夢時）

### 別名
| 外文 | 中文                   | 作品                             |
| ---- | ---------------------- | -------------------------------- |
|      | 从魔法与红梦化成的存在 | 《梦时空》、《幻想乡》幻想乡.TXT |
|      | 魔法使                 | 《幻想乡》的自机选择画面         |
|      | 魔法使小姐             | 《幻想乡》幻想乡.1ST、《怪绮谈》 |
|      |                        | 《怪绮谈》Extra结局              |

### 主題曲
| 外文 | 中文                     | 作品       |
| ---- | ------------------------ | ---------- |
|      | 戀色Magic                | 《封魔錄》 |
|      | Dim. Dream               | 《夢時空》 |
|      | 星之器 ～ Casket of Star | 《幻想乡》 |